# Pollux (Stern)
Pollux (β Geminorum) ist der hellste Stern im Sternbild Zwillinge und Teil des großen Wintersechsecks, das er mit 5 anderen Sternen 1. Größe bildet. Der Name ist die lateinische Form von Polydeukes, einem der Dioskuren in der griechischen Mythologie.

## Eigenschaften

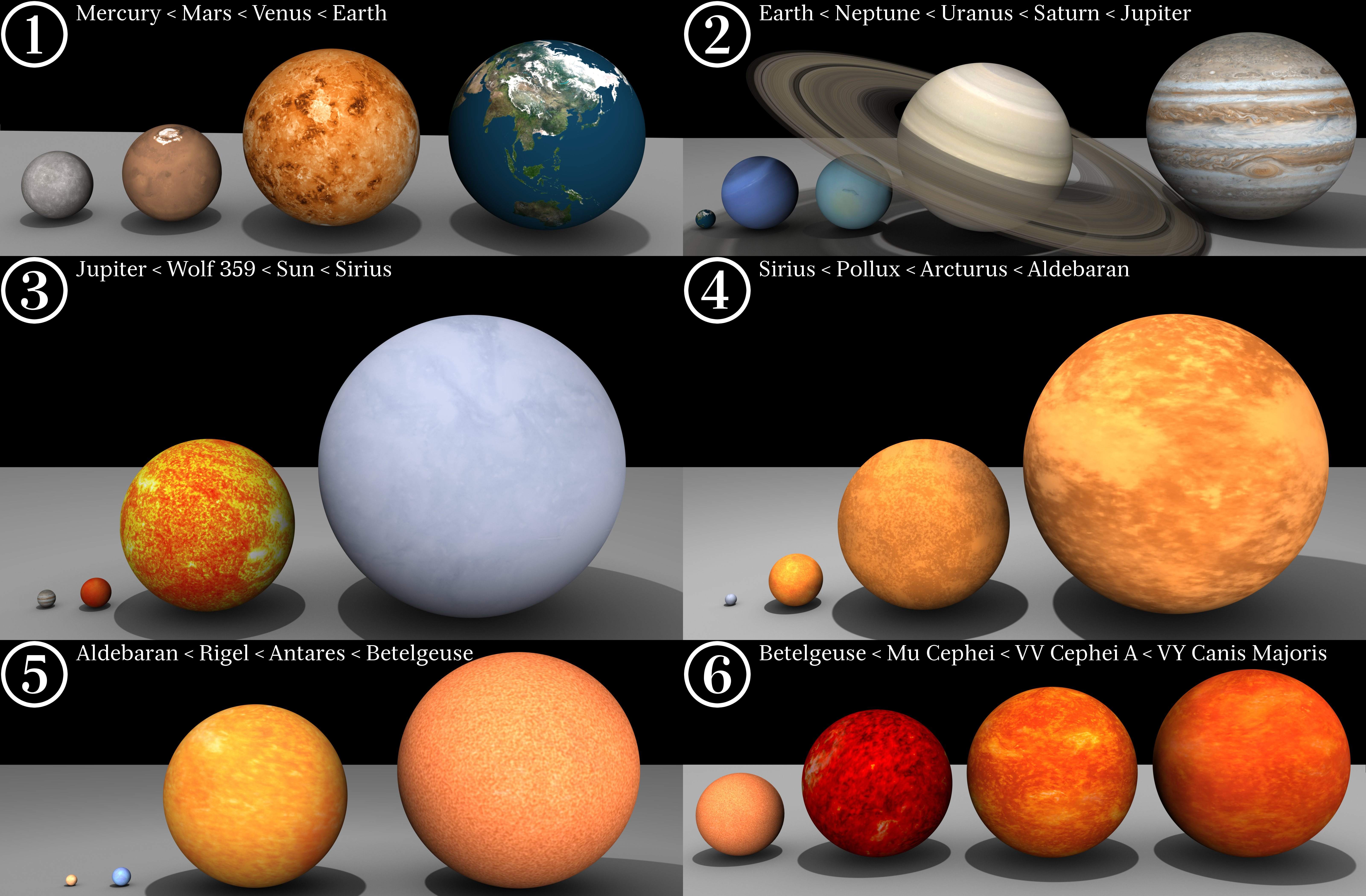
Pollux im Größenvergleich zu anderen Himmelskörpern (Bild 4, zweiter von links zwischen Sirius und Arcturus)

Astrophysikalisch gehört Pollux zu den Roten Riesen. Mit etwa 34 Lichtjahren Entfernung ist er der unserem Sonnensystem am nächsten gelegene Vertreter dieser Sternklasse. Pollux hat etwa den achtfachen Radius der Sonne, seine Masse beträgt etwa 1,86 Sonnenmassen. Er hat die 32-fache Sonnenleuchtkraft bei einer Oberflächentemperatur von 4500 Kelvin.
Pollux ist der siebzehnthellste Stern am Nachthimmel.
Seine rötliche Farbe kontrastiert auffällig zu seinem fast gleich hellen Nachbarstern Castor (α Geminorum).

## Planet
Aus spektroskopischen Messungen seiner Radialgeschwindigkeit wurde geschlossen, dass Pollux von einem Planeten mit 3-facher Jupitermasse (Thestias alias Pollux b oder β Gem b) in 590 Tagen umkreist wird. Damit ist er von der Erde aus gesehen der hellste Stern, bei dem bisher ein planetarer Begleiter festgestellt wurde.